# Historisk Tidsskrift
Historisk Tidsskrift — ведущий датский научный журнал (серия монографий) по истории, который публикует оригинальные научные статьи, эссе, обсуждения, некрологи и обзоры. Журнал издаёт материалы касающиеся как датской истории в самом широком смысле, так и материалы по истории других стран, написанные датскими исследователями или исследователями, имеющими связи с Данией и датскими учреждениями.  Журнал является политически и институционально независимым, некоммерческим и публикует и рецензирует статьи бесплатно.
Издается с периодичностью 2 раза в год в томах объемом около 320 страниц в июне и декабре. Публикуются материалы на датском, норвежском, шведском и английском языках. Существует переводная версия журнала на норвежском языке с таким же названием, и шведская версия, которая отличается тем, что называется Historisk tidskrift. Журнал старше пяти лет находится в открытом доступе на сайте Королевской библиотеки Дании.
Журнал основан датском историком, филологом, географом, литературоведом и писателем, профессором Копенгагенского университета Кристианом Мольбеком и Датским историческим обществом (дат. Den danske historiske Forening) в 1840 году, что делает его одним из старейших в мире непрерывно издающихся научных периодических изданий по истории и старейшим научным журналом Дании сохранившимся до наших дней. Журнал выходит двумя выпусками в год. Первым редактором был Кристиан Мольбех. С 1973 года у журнала всегда было два редактора. 

## Редакторы
Основатель журнала Кристиан Мольбек был до 1853 года его главным редактором.
- 1839-1853: Кристиан Мольбек
- 1853-1865: Нильс Людвиг Вестергаард[дат.]
- 1865-1878: Эдвард Холм[дат.]
- 1878-1897: Карл Фредерик Брика
- 1897-1912: Юлиус Альберт Фридерисия[дат.]
- 1912-1917: Кристиан Эрслев
- 1917-1924: Эрик Аруп[дат.]
- 1924-1932: Эллен Йоргенсен[дат.]
- 1932-1942: Линвальд Аксель

После 1942 года журнал имеет двух постоянных главных редакторов.
- 1942-1965: Повл Багге[дат.] и Астрид Фриис[дат.]
- 1965-1973: Свенд Эллехёй[дат.]
- 1973-1982: Инга Флото[дат.] Эрлинг Ладевиг Петерсен[дат.]
- 1982-1988: Ганс Кирхгоф[дат.]
- 1982-1989: Эсбен Альбрексен[дат.]
- 1988-2006: Карстен Дуэ-Нильсен[дат.]
- 1989-2003: Андерс Монрад Мёллер[дат.]
- 2004-2013: Ян Педерсен[дат.]
- 2006-2013: Регин Шмидт[дат.]
- 2014- Йес Фабрициус Мёллер[дат.] и Себастьян Олден-Йоргенсен[дат.]